# Branden i Triangle Shirtwaist-fabrikken
Branden i Triangle Shirtwaist-fabrikken i byen New York den 25. marts 1911 er den næststørste katastrofe på nogen arbejdsplads i New Yorks historie og kostede 146 personer livet, fordi de enten blev brændt eller hoppede ud af et vindue for at undgå ilden. Katastrofen er i New York kun overgået af Terrorangrebet den 11. september 2001. Branden medførte forbedringer i standarderne for sikkerhed på arbejdspladser. Bygningen, hvor branden fandt sted, overlevede branden og findes stadig.
40°43′48″N 73°59′45″V / 40.73000°N 73.99583°V